# Piazza Scanderbeg
Piazza Scanderbeg är ett litet torg (piazza) i närheten av Fontana di Trevi i Rom.
Piazzan är uppkallad efter den albanske nationalhjälten Skanderbeg, som bodde här 1466–1467. Påven ville inkvartera honom i Palazzo Venezia, men Skanderbeg föredrog att bo här hos sina vänner. Hans skäggiga porträtt är placerat i en medaljong över porten till nr 117.
Vid piazzan finns även Italiens pastamuseum, Museo Nazionale delle Paste Alimentari.

## Bilder

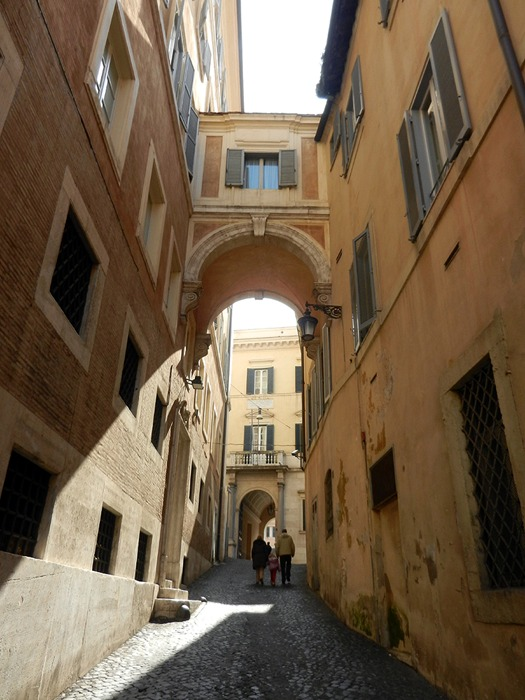
Vy från den närbelägna Vicolo Scanderbeg.